# Liste der uruguayischen Botschafter in Nicaragua
Die Liste der Botschafter Uruguays in Nicaragua stellt einen Überblick über die Leiter der uruguayischen diplomatischen Vertretung in Nicaragua seit dem 11. Januar 1929 bis heute dar.
| Name                  | Ernennung          | Aufnahme der Amtsgeschäfte / Besonderheiten | Amtsende           |
| --------------------- | ------------------ | ------------------------------------------- | ------------------ |
| Luis Saavedra         | 11. Januar 1929    |                                             |                    |
| Juan Carlos Bernardez | 15. November 1951  |                                             |                    |
| Alfredo Urioste       | 9. September 1965  |                                             |                    |
| Vidal Aller Pesquera  | 21. Dezember 1966  |                                             |                    |
| Carlos Asiaín         | 2. August 1967     |                                             |                    |
| Bradamante Toyos      | 22. August 1967    |                                             |                    |
| Manuel Solsona Flores | 17. Februar 1970   |                                             | 13. Juni 1972      |
| Jorge Martínez Thedy  | 11. September 1973 |                                             | 30. September 1979 |
| José Arauz y Morazan  | 23. Juni 1982      |                                             |                    |
| Enrique Fisher        | 25. April 1985     |                                             | 11. Juni 1985      |
| Alberto Voss Rubio    | 20. August 1985    |                                             | 3. September 1988  |
| Alfredo Lafone        | 22. Juli 1988      |                                             | 21. Juni 1991      |
| Heber Martínez Muscio | 8. Januar 1992     |                                             | 22. Juni 1993      |
| Alfredo Menini Terra  | 15. März 1994      |                                             |                    |
| Enrique Delgado       | 14. April 1998     |                                             |                    |

Quelle: 